# Liste der Vizepräsidenten der Vereinigten Staaten

Siegel des Vizepräsidenten der Vereinigten Staaten

Die Liste der Vizepräsidenten der Vereinigten Staaten enthält alle Personen, die das Vizepräsidenten-Amt der Vereinigten Staaten ausgeübt haben und damit gleichzeitig den Vorsitz des Senates innehatten. Unter den 50 Amtsträgern befindet sich nur eine Frau, Kamala Harris.

## Hintergründe
Es gab in der Geschichte der USA insgesamt 18 Phasen (Stand 2018), in denen das Amt des Vizepräsidenten unbesetzt gewesen war:
- siebenmal starb der Vizepräsident während seiner Zeit im Amt (Clinton, Gerry, King, Wilson, Hendricks, Hobart und Sherman).
- zweimal trat ein Vizepräsident zurück (Calhoun und Agnew).
- neunmal rückte ein Vizepräsident in das Amt des Präsidenten auf (Tyler, Fillmore, A. Johnson, Arthur, Th. Roosevelt, Coolidge, Truman, L. Johnson und Ford); acht Präsidenten starben im Amt (Harrison, Taylor, Lincoln, Garfield, McKinley, Harding, F. Roosevelt und Kennedy) und einer trat zurück (Nixon).

Die ersten 16 Male blieb das Amt des Vizepräsidenten bis zur nächsten Wahl, das heißt die gesamte noch verbleibende Amtszeit, unbesetzt. Es gab keine im Gesetz verankerte Handhabe für einen solchen Fall. Diese brachte erst die Verabschiedung des 25. Verfassungszusatzes im Jahr 1967. Erstmals zum Einsatz kam dieser beim Rücktritt Spiro Agnews im Jahr 1973. Nach einer knapp zwei Monate dauernden Vakanz ernannte Präsident Nixon Gerald Ford zu seinem neuen Vizepräsidenten. Im darauf folgenden Jahr kam der Zusatzartikel gleich zum zweiten und seither letzten Mal in der Geschichte der USA zur Wirkung, als Nixon nun selbst vom Amt des Präsidenten zurücktrat, Gerald Ford nachrückte und das Vizepräsidentenamt in derselben Amtszeit ein zweites Mal frei wurde. Nach einer diesmal vier Monate dauernden Vakanz berief der neue Präsident Nelson Rockefeller in das Amt des Vizepräsidenten.
Zwei Vizepräsidenten waren jeweils unter zwei verschiedenen Präsidenten im Amt: Clinton (unter Thomas Jefferson und James Madison) und Calhoun (unter John Quincy Adams und Andrew Jackson).

## Liste der Vizepräsidenten
Zur besseren Übersicht ist die Liste in vier große Abschnitte unterteilt, welche sich an der Liste der Präsidenten der Vereinigten Staaten orientiert:
- Vom Unabhängigkeitskrieg bis zum Bürgerkrieg (1789 bis 1861)
- Vom Bürgerkrieg bis zum Ende des Zweiten Weltkrieges (1861 bis 1945)
- Vom Ende des Zweiten Weltkrieges bis zum Ende des Kalten Krieges (1945 bis 1989)
- Die Zeit seit dem Ende des Kalten Krieges (seit 1989)

Die Farben in der ersten Spalte und in der Spalte der Präsidenten stehen für die Parteizugehörigkeit der jeweiligen Person; eine Farblegende findet sich am Ende der Tabelle. Der Abstand zwischen zwei Wahlen in der Spalte „Wahl“ ist jeweils eine vierjährige Amtszeit (mit Ausnahme der ersten von 1789 bis 1792).
Während des Bürgerkrieges war Alexander Hamilton Stephens von 1861 bis 1865 Vizepräsident der Konföderierten Staaten von Amerika; er wird nicht als Vizepräsident der Vereinigten Staaten gezählt.

### Vom Unabhängigkeitskrieg bis zum Bürgerkrieg (1789 bis 1861)
| Nr. | Bild | Name                               | Wahl           | Zeit im Amt                   | Anmerkung | Präsident |
| --- | ---- | ---------------------------------- | -------------- | ----------------------------- | --- | --- |
|     |      | John Adams (1735–1826)             | 1789           | 21. April 1789 – 4. März 1797 | (Eine Föderalistische Partei gab es zu seinem Amtsantritt noch nicht. Davor war John Adams quasi parteilos.) Nach seiner Amtszeit wurde er zum Präsidenten gewählt. John Adams war der Vater des 6. Präsidenten, John Quincy Adams.                                         | George Washington |
| 1 0 | 1792 | John Adams (1735–1826)             |                | 21. April 1789 – 4. März 1797 | (Eine Föderalistische Partei gab es zu seinem Amtsantritt noch nicht. Davor war John Adams quasi parteilos.) Nach seiner Amtszeit wurde er zum Präsidenten gewählt. John Adams war der Vater des 6. Präsidenten, John Quincy Adams.                                         | George Washington |
| 2.  |      | Thomas Jefferson (1743–1826)       | 1796           | 4. März 1797 – 4. März 1801   | Jeffersons Bild ziert die Zwei-Dollar-Note und die Fünf-Cent-Münze (siehe auch: US-Dollar). Nach seiner Amtszeit wurde er zum Präsidenten gewählt. | John Adams |
| 3.  |      | Aaron Burr (1756–1836)             | 1800           | 4. März 1801 – 4. März 1805   | War von 1791 bis 1797 US-Senator für den Staat New York. | Thomas Jefferson |
| 4.  |      | George Clinton † (1739–1812)       | 1804           | 4. März 1805 – 20. April 1812 | War von 1777 bis 1795 der erste Gouverneur von New York nach der Unabhängigkeitserklärung. Erster im Amt verstorbener Vizepräsident. | Thomas Jefferson |
| 4.  | 1808 | George Clinton † (1739–1812)       | James Madison  | 4. März 1805 – 20. April 1812 | War von 1777 bis 1795 der erste Gouverneur von New York nach der Unabhängigkeitserklärung. Erster im Amt verstorbener Vizepräsident. | |
|     | 1808 |                                    | James Madison  | Vakant                        | 20. April 1812 – 4. März 1813 | |
| 5.  |      | Elbridge Gerry † (1744–1814)       | James Madison  | 1812                          | 4. März 1813 – 23. Nov. 1814 | Im Amt verstorben. War von 1810 bis 1812 Gouverneur des Staates Massachusetts. |
|     |      | Vakant                             | James Madison  | 1812                          | 23. Nov. 1814 – 4. März 1817 | |
| 6.  |      | Daniel D. Tompkins (1774–1825)     | 1816           | 4. März 1817 – 4. März 1825   | War von 1807 bis 1817 Gouverneur des Staates New York. Tompkins County, der Tompkins Square Park in Manhattan und die Stadt Tompkins sind nach ihm benannt. | James Monroe |
| 6.  | 1820 | Daniel D. Tompkins (1774–1825)     |                | 4. März 1817 – 4. März 1825   | War von 1807 bis 1817 Gouverneur des Staates New York. Tompkins County, der Tompkins Square Park in Manhattan und die Stadt Tompkins sind nach ihm benannt. | James Monroe |
|     |      | John C. Calhoun Ø (1782–1850)      | 1824           | 4. März 1825 – 28. Dez. 1832  | War von 1832 bis 1843 und von 1845 bis 1850 US-Senator für South Carolina. Erster, der vom Amt des Vizepräsidenten zurücktrat (siehe auch: Nullifikationskrise). | John Quincy Adams |
| 7 0 | 1828 | John C. Calhoun Ø (1782–1850)      | Andrew Jackson | 4. März 1825 – 28. Dez. 1832  | War von 1832 bis 1843 und von 1845 bis 1850 US-Senator für South Carolina. Erster, der vom Amt des Vizepräsidenten zurücktrat (siehe auch: Nullifikationskrise). | |
|     | 1828 |                                    | Andrew Jackson | Vakant                        | 28. Dez. 1832 – 4. März 1833 | |
| 8.  |      | Martin Van Buren (1782–1862)       | Andrew Jackson | 1832                          | 4. März 1833 – 4. März 1837 | War von 1821 bis 1829 US-Senator für den Staat New York und 1829 Gouverneur des Staates. Nach seiner Amtszeit wurde er zum Präsidenten gewählt. Martin Van Buren war für 152 Jahre damit der letzte Vizepräsident, dem dies gelang. Mit George Bush gelang dies erst 1989 einem Vizepräsidenten wieder. |
| 9.  |      | Richard Mentor Johnson (1780–1850) | 1836           | 4. März 1837 – 4. März 1841   | War von 1819 bis 1829 US-Senator für den Staat Kentucky. Einziger Vizepräsident, der vom Senat gewählt wurde, da er bei der Präsidentschaftswahl 1836 keine Mehrheit im Electoral College erhielt.                                                                          | Martin Van Buren |
| 10. |      | John Tyler ↗ (1790–1862)           | 1840           | 4. März 1841 – 4. April 1841  | Mit 31 Tagen ist dies die kürzeste Amtszeit eines Vizepräsidenten in der bisherigen Geschichte der USA. Er war der erste Vizepräsident, der durch den Tod des Präsidenten selbst zu diesem Amt kam.                                                                         | William Henry Harrison |
|     |      | Vakant                             | 1840           | 4. April 1841 – 4. März 1845  | | John Tyler |
| 11. |      | George M. Dallas (1792–1864)       | 1844           | 4. März 1845 – 4. März 1849   | War von 1831 bis 1833 US-Senator für Pennsylvania. Die Stadt Dallas im Bundesstaat Texas wurde nach ihm benannt. | James K. Polk |
| 12. |      | Millard Fillmore ↗ (1800–1874)     | 1848           | 4. März 1849 – 9. Juli 1850   | Durch den Tod des Präsidenten während seiner Amtszeit rückt er selbst in das Präsidentenamt auf. | Zachary Taylor |
|     |      | Vakant                             | 1848           | 9. Juli 1850 – 4. März 1853   | | Millard Fillmore |
| 13. |      | William R. King † (1786–1853)      | 1852           | 4. März 1853 – 18. April 1853 | War von 1819 bis 1844 und von 1848 bis 1852 US-Senator für Alabama. Starb am 18. April nach 45 Tagen im Amt, ohne auch nur eine Amtshandlung vorgenommen zu haben. | Franklin Pierce |
|     |      | Vakant                             | 1852           | 18. April 1853 – 4. März 1857 | | Franklin Pierce |
| 14. |      | John C. Breckinridge (1821–1875)   | 1856           | 4. März 1857 – 4. März 1861   | War mit einem Alter von 36 Jahren, 1 Monat und 11 Tagen der jüngste Vizepräsident in der bisherigen Geschichte der USA. Breckinridge war nach seiner Amtszeit als Vizepräsident 1861 kurzzeitig US-Senator für Kentucky und 1865 Kriegsminister der Konföderierten Staaten. | James Buchanan |

### Vom Bürgerkrieg bis zum Zweiten Weltkrieg (1861 bis 1945)
| Nr. | Bild | Name                              | Wahl | Zeit im Amt                    | Anmerkung | Präsident             |
| --- | ---- | --------------------------------- | ---- | ------------------------------ | --- | --------------------- |
| 15. |      | Hannibal Hamlin (1809–1891)       | 1860 | 4. März 1861 – 4. März 1865    | War 1857 kurzzeitig erster republikanischer Gouverneur von Maine. | Abraham Lincoln       |
| 16. |      | Andrew Johnson ↗ (1808–1875)      | 1864 | 4. März 1865 – 15. April 1865  | Johnson war von 1853 bis 1857 und 1862–1865 Gouverneur von Tennessee, außerdem war er von 1857 bis 1862 und 1875 US-Senator für diesen Staat. Der Demokrat Johnson wurde 1864, während des Sezessionskriegs an der Seite des Republikaner Abraham Lincoln auf dem Ticket der National Union Party zum Vizepräsidenten gewählt. Durch die Ermordung des Präsidenten während seiner Amtszeit rückt er selbst in das Präsidentenamt auf. | Abraham Lincoln       |
|     |      | Vakant                            | 1864 | 15. April 1865 – 4. März 1869  | | Andrew Johnson        |
| 17. |      | Schuyler Colfax (1823–1885)       | 1868 | 4. März 1869 – 4. März 1873    | War von 1863 bis 1869 Sprecher des US-Repräsentantenhauses. | Ulysses S. Grant      |
| 18. |      | Henry Wilson † (1812–1875)        | 1872 | 4. März 1873 – 22. Nov. 1875   | Im Amt verstorben. War von 1855 bis 1873 US-Senator für den Bundesstaat Massachusetts. | Ulysses S. Grant      |
|     |      | Vakant                            | 1872 | 22. Nov. 1875 – 4. März 1877   | | Ulysses S. Grant      |
| 19. |      | William A. Wheeler (1819–1887)    | 1876 | 4. März 1877 – 4. März 1881    | | Rutherford B. Hayes   |
| 20. |      | Chester A. Arthur ↗ (1829–1886)   | 1880 | 4. März 1881 – 19. Sept. 1881  | War von 1871 bis 1878 Oberster Zolleinnehmer des Hafens in New York. Durch die Ermordung des Präsidenten während seiner Amtszeit rückt er selbst in das Präsidentenamt auf. | James A. Garfield     |
|     |      | Vakant                            | 1880 | 19. Sept. 1881 – 4. März 1885  | | Chester A. Arthur     |
| 21. |      | Thomas A. Hendricks † (1819–1885) | 1884 | 4. März 1885 – 25. Nov. 1885   | Im Amt verstorben. Hendricks war von 1863 bis 1869 US-Senator für den Bundesstaat Indiana und von 1873 bis 1877 dessen Gouverneur. Er ist der einzige Vizepräsident, der jemals auf einer US-Banknote abgebildet wurde (10-$-Schein von 1886). | Grover Cleveland      |
|     |      | Vakant                            | 1884 | 25. Nov. 1885 – 4. März 1889   | | Grover Cleveland      |
| 22. |      | Levi P. Morton (1824–1920)        | 1888 | 4. März 1889 – 4. März 1893    | Morton war von 1881 bis 1885 Botschafter in Frankreich. Nach seiner Amtszeit als Vizepräsident war er von 1895 bis 1896 Gouverneur des Staates New York. Die Stadt Morton Grove im Bundesstaat Illinois ist nach ihm benannt. | Benjamin Harrison     |
| 23. |      | Adlai E. Stevenson (1835–1914)    | 1892 | 4. März 1893 – 4. März 1897    | | Grover Cleveland      |
| 24. |      | Garret Hobart † (1844–1899)       | 1896 | 4. März 1897 – 21. Nov. 1899   | Im Amt verstorben. Hobart war von 1876 bis 1882 Staatssenator in New Jersey. | William McKinley      |
|     |      | Vakant                            | 1896 | 21. Nov. 1899 – 4. März 1901   | | William McKinley      |
| 25. |      | Theodore Roosevelt ↗ (1858–1919)  | 1900 | 4. März 1901 – 14. Sept. 1901  | Roosevelt war mit 42 Jahren der jüngste Präsident in der bisherigen Geschichte der USA. Durch die Ermordung des Präsidenten während seiner Amtszeit rückt er selbst in das Präsidentenamt auf. | William McKinley      |
|     |      | Vakant                            | 1900 | 14. Sept. 1901 – 4. März 1905  | | Theodore Roosevelt    |
| 26. |      | Charles W. Fairbanks (1852–1918)  | 1904 | 4. März 1905 – 4. März 1909    | Fairbanks war von 1897 bis 1905 US-Senator für den Bundesstaat Indiana. Die Stadt Fairbanks im Bundesstaat Alaska wurde 1903 nach ihm benannt. | Theodore Roosevelt    |
| 27. |      | James S. Sherman † (1855–1912)    | 1908 | 4. März 1909 – 30. Okt. 1912   | Im Amt verstorben. Sherman ist bis heute der letzte Vizepräsident, der während seiner Amtszeit verstarb. | William Howard Taft   |
|     |      | Vakant                            | 1908 | 30. Okt. 1912 – 4. März 1913   | | William Howard Taft   |
| 28. |      | Thomas Riley Marshall (1854–1925) | 1912 | 4. März 1913 – 4. März 1921    | War von 1909 bis 1913 Gouverneur des US-Bundesstaates Indiana. | Woodrow Wilson        |
| 28. | 1916 | Thomas Riley Marshall (1854–1925) |      | 4. März 1913 – 4. März 1921    | War von 1909 bis 1913 Gouverneur des US-Bundesstaates Indiana. | Woodrow Wilson        |
| 29. |      | Calvin Coolidge ↗ (1872–1933)     | 1920 | 4. März 1921 – 3. Aug. 1923    | War vor seiner Vizepräsidentschaft von 1919 bis 1920 Gouverneur des Bundesstaates Massachusetts. Durch den Tod des Präsidenten während seiner Amtszeit rückt er selbst in das Präsidentenamt auf. | Warren G. Harding     |
|     |      | Vakant                            | 1920 | 3. Aug. 1923 – 4. März 1925    | | Calvin Coolidge       |
| 30. |      | Charles Gates Dawes (1865–1951)   | 1924 | 4. März 1925 – 4. März 1929    | Begründer und Namensgeber des Dawes-Plans, erhielt dafür 1925 den Friedensnobelpreis. | Calvin Coolidge       |
| 31. |      | Charles Curtis (1860–1936)        | 1928 | 4. März 1929 – 4. März 1933    | Von 1907 bis 1913 und von 1915 bis 1929 war er US-Senator für den Bundesstaat Kansas. Seine Mutter entstammte dem Volk der Kansa; Curtis war damit der erste und bisher einzige indianischstämmige Politiker, der in ein derart hohes Amt gelangte. | Herbert Hoover        |
| 32. |      | John Nance Garner (1868–1967)     | 1932 | 4. März 1933 – 20. Jan. 1941   | Garner war von 1903 bis 1933 Abgeordneter im Repräsentantenhaus der Vereinigten Staaten, ab 1931 als dessen Vorsitzender (Speaker). 1940 kam es zum Bruch mit Roosevelt, da Garner es ablehnte, dass dieser für eine dritte Amtszeit kandidieren wollte. Seine Gegenkandidatur war nicht erfolgreich. | Franklin D. Roosevelt |
| 32. | 1936 | John Nance Garner (1868–1967)     |      | 4. März 1933 – 20. Jan. 1941   | Garner war von 1903 bis 1933 Abgeordneter im Repräsentantenhaus der Vereinigten Staaten, ab 1931 als dessen Vorsitzender (Speaker). 1940 kam es zum Bruch mit Roosevelt, da Garner es ablehnte, dass dieser für eine dritte Amtszeit kandidieren wollte. Seine Gegenkandidatur war nicht erfolgreich. | Franklin D. Roosevelt |
| 33. |      | Henry A. Wallace (1888–1965)      | 1940 | 20. Jan. 1941 – 20. Jan. 1945  | Wallace war von 1933 bis 1940 Landwirtschaftsminister. Seine Vizepräsidentschaft war vom Zweiten Weltkrieg dominiert; so saß er wichtigen Arbeitsgruppen und Komitees für ökonomische Kriegsführung und zur Sicherung des Nachschubs für die amerikanischen Truppen vor. | Franklin D. Roosevelt |
| 34. |      | Harry S. Truman ↗ (1884–1972)     | 1944 | 20. Jan. 1945 – 12. April 1945 | Truman war von 1935 bis 1945 US-Senator für den Staat Missouri. Während des Zweiten Weltkrieges war er Leiter des Kongressausschusses für die Überwachung der Kriegsproduktion. Durch den Tod des Präsidenten während seiner Amtszeit rückt er selbst in das Präsidentenamt auf. | Franklin D. Roosevelt |

### Vom Zweiten Weltkrieg bis zum Ende des Kalten Krieges (1945 bis 1989)
| Nr. | Bild | Name                            | Wahl                          | Zeit im Amt | Anmerkung | Präsident            |
| --- | ---- | ------------------------------- | ----------------------------- | --- | --- | -------------------- |
|     |      | Vakant                          |                               | 12. April 1945 – 20. Jan. 1949 | | Harry S. Truman      |
| 35. |      | Alben W. Barkley (1877–1956)    | 1948                          | 20. Jan. 1949 – 20. Jan. 1953 | Barkley war von 1927 bis 1949 Senator für den Bundesstaat Kentucky. Er war der erste Vizepräsident, der dem Nationalen Sicherheitsrat vorsaß. | Harry S. Truman      |
| 36. |      | Richard Nixon (1913–1994)       | 1952                          | 20. Jan. 1953 – 20. Jan. 1961 | War von 1949 bis 1953 US-Senator für Kalifornien. 1960 war er der Präsidentschaftskandidat der Republikanischen Partei, verlor aber gegen John F. Kennedy. 1968 wurde er zum Präsidenten gewählt. | Dwight D. Eisenhower |
| 36. | 1956 | Richard Nixon (1913–1994)       |                               | 20. Jan. 1953 – 20. Jan. 1961 | War von 1949 bis 1953 US-Senator für Kalifornien. 1960 war er der Präsidentschaftskandidat der Republikanischen Partei, verlor aber gegen John F. Kennedy. 1968 wurde er zum Präsidenten gewählt. | Dwight D. Eisenhower |
| 37. |      | Lyndon B. Johnson ↗ (1908–1973) | 1960                          | 20. Jan. 1961 – 22. Nov. 1963 | War von 1949 bis 1961 US-Senator für Texas und von 1955 bis 1961 Fraktionsführer der Demokraten im Senat. Infolge der Ermordung John F. Kennedys rückt er selbst in das Präsidentenamt auf. | John F. Kennedy      |
|     |      | Vakant                          | 1960                          | 22. Nov. 1963 – 20. Jan. 1965 | | Lyndon B. Johnson    |
| 38. |      | Hubert H. Humphrey (1911–1978)  | 1964                          | 20. Jan. 1965 – 20. Jan. 1969 | Humphrey war von 1949 bis 1964 erster demokratischer Senator aus dem Staat Minnesota. 1960 bewarb er sich um die Präsidentschaftskandidatur der Demokraten, wurde aber in der Vorwahl von John F. Kennedy geschlagen. Er kandidierte 1968 erneut um die Nominierung, hatte aber mit Robert Kennedy einen starken Konkurrenten. Nach dessen Ermordung war ihm die Nominierung sicher, aber er unterlag in den allgemeinen Wahlen Richard Nixon. | Lyndon B. Johnson    |
| 39. |      | Spiro Agnew Ø (1918–1996)       | 1968                          | 20. Jan. 1969 – 10. Okt. 1973 | Agnew musste wegen des Vorwurfs der Bestechlichkeit zurücktreten und war der zweite Vizepräsident, der sein Amt niederlegte (nach John C. Calhoun). | Richard Nixon        |
| 39. | 1972 | Spiro Agnew Ø (1918–1996)       |                               | 20. Jan. 1969 – 10. Okt. 1973 | Agnew musste wegen des Vorwurfs der Bestechlichkeit zurücktreten und war der zweite Vizepräsident, der sein Amt niederlegte (nach John C. Calhoun). | Richard Nixon        |
|     |      | Vakant                          | 10. Okt. 1973 – 6. Dez. 1973  | | | Richard Nixon        |
| 40. |      | Gerald Ford ↗ (1913–2006)       | 6. Dez. 1973 – 9. Aug. 1974   | Nach dem Rücktritt Spiro Agnews ernannte Nixon Gerald Ford als neuen Vizepräsidenten. Durch den dann später folgenden Rücktritt Nixons während seiner Amtszeit rückt er selbst in das Präsidentenamt auf. Er wurde damit der bisher einzige Präsident der Vereinigten Staaten, der weder als Präsident noch als Vizepräsident durch vom Volk gewählte Wahlmänner gewählt worden war. Bei beiden Vorgängen kam jeweils erstmals der 25. Verfassungszusatz zum Tragen. | | Richard Nixon        |
|     |      | Vakant                          | 9. Aug. 1974 – 19. Dez. 1974  | | Gerald Ford |                      |
| 41. |      | Nelson Rockefeller (1908–1979)  | 19. Dez. 1974 – 20. Jan. 1977 | Enkel des Ölmagnaten John D. Rockefeller. Nelson Rockefeller war von 1959 bis 1973 Gouverneur des Bundesstaates New York. 1960, 1964 und 1968 bewarb er sich vergeblich um die Präsidentschaftskandidatur seiner Partei. Neben Gerald Ford einziger nicht gewählter Vizepräsident. | Gerald Ford |                      |
| 42. |      | Walter Mondale (1928–2021)      | 1976                          | 20. Jan. 1977 – 20. Jan. 1981 | Mondale war von 1965 bis 1976 US-Senator für den Bundesstaat Minnesota. Er war 1984 Präsidentschaftskandidat der Demokraten, verlor jedoch deutlich gegen Amtsinhaber Ronald Reagan. | Jimmy Carter         |
| 43. |      | George Bush (1924–2018)         | 1980                          | 20. Jan. 1981 – 20. Jan. 1989 | War von 1976 bis 1977 Direktor des Auslandsgeheimdienstes CIA. Wurde anschließend Präsident. | Ronald Reagan        |
| 43. | 1984 | George Bush (1924–2018)         |                               | 20. Jan. 1981 – 20. Jan. 1989 | War von 1976 bis 1977 Direktor des Auslandsgeheimdienstes CIA. Wurde anschließend Präsident. | Ronald Reagan        |

### Die Zeit seit dem Ende des Kalten Krieges
| Nr. | Bild | Name                   | Wahl | Zeit im Amt                   | Anmerkung | Präsident      |
| --- | ---- | ---------------------- | ---- | ----------------------------- | --- | -------------- |
| 44. |      | Dan Quayle (* 1947)    | 1988 | 20. Jan. 1989 – 20. Jan. 1993 | Quayle war von 1981 bis 1989 Senator für den Bundesstaat Indiana. Von 1977 bis 1981 gehörte er bereits dem Repräsentantenhaus an. Eine Präsidentschaftskandidatur für die Wahl 2000 zog er bereits 1999 nach kurzer Zeit wieder zurück. | George Bush    |
| 45. |      | Al Gore (* 1948)       | 1992 | 20. Jan. 1993 – 20. Jan. 2001 | Gore war vor seiner Zeit als Vizepräsident Senator aus dem Bundesstaat Tennessee. Er war im Jahr 2000 Präsidentschaftskandidat der Demokraten, verlor aber gegen George W. Bush in einer umstrittenen Wahl.                             | Bill Clinton   |
| 45. | 1996 | Al Gore (* 1948)       |      | 20. Jan. 1993 – 20. Jan. 2001 | Gore war vor seiner Zeit als Vizepräsident Senator aus dem Bundesstaat Tennessee. Er war im Jahr 2000 Präsidentschaftskandidat der Demokraten, verlor aber gegen George W. Bush in einer umstrittenen Wahl.                             | Bill Clinton   |
| 46. |      | Dick Cheney (* 1941)   | 2000 | 20. Jan. 2001 – 20. Jan. 2009 | War von 1978 bis 1989 republikanischer Abgeordneter für den Staat Wyoming im US-Repräsentantenhaus, danach Verteidigungsminister. | George W. Bush |
| 46. | 2004 | Dick Cheney (* 1941)   |      | 20. Jan. 2001 – 20. Jan. 2009 | War von 1978 bis 1989 republikanischer Abgeordneter für den Staat Wyoming im US-Repräsentantenhaus, danach Verteidigungsminister. | George W. Bush |
| 47. |      | Joe Biden (* 1942)     | 2008 | 20. Jan. 2009 – 20. Jan. 2017 | Biden war von 1973 bis 2009 Senator für den Bundesstaat Delaware. Er wurde 2020 zum Präsidenten gewählt. | Barack Obama   |
| 47. | 2012 | Joe Biden (* 1942)     |      | 20. Jan. 2009 – 20. Jan. 2017 | Biden war von 1973 bis 2009 Senator für den Bundesstaat Delaware. Er wurde 2020 zum Präsidenten gewählt. | Barack Obama   |
| 48. |      | Mike Pence (* 1959)    | 2016 | 20. Jan. 2017 – 20. Jan. 2021 | Pence vertrat von 2001 bis 2013 Indiana als Abgeordneter im Repräsentantenhaus. Von 2013 bis 2017 war er Gouverneur des Bundesstaates Indiana.                                                                                          | Donald Trump   |
| 49. |      | Kamala Harris (* 1964) | 2020 | 20. Jan. 2021 – 20. Jan. 2025 | Harris war 2017 bis 2021 Senatorin für den Bundesstaat Kalifornien. Von 2011 bis 2017 war sie Attorney General von Kalifornien. Sie ist die erste Vizepräsidentin der Vereinigten Staaten.                                              | Joe Biden      |
| 50. |      | JD Vance (* 1984)      | 2024 | seit dem 20. Jan. 2025        | Vance war zuvor seit 2023 Senator von Ohio | Donald Trump   |

## Legende
Farben
| Farbe | Partei                              |
| ----- | ----------------------------------- |
|       | Republikanische Partei              |
|       | Demokratische Partei                |
|       | Whig-Partei                         |
|       | Demokratisch-Republikanische Partei |
|       | Föderalistische Partei              |
|       | Nullifier Party                     |
Symbole hinter den Namen
†   im Amt verstorben
↗  rückte in das Präsidentenamt auf
Ø  trat zurück